# Philip Carl Salzman
Philip Carl Salzman (* 20. Februar 1940 in Chicago, Vereinigte Staaten) ist ein US-amerikanischer Anthropologe und Hochschullehrer.

## Leben
Salzman studierte Anthropologie.
1962 machte er seinen Bachelor am Antioch College.
1972 promovierte er in Chicago mit einer Arbeit zum Thema Adaptation and change among the Yarahmadzai Baluch.
Von 1968 bis zu seiner Emeritierung 2018 lehrte Salzman an der McGill University.
Er hatte dort eine Professur für Anthropologie inne.
Salzman ist verheiratet und hat zwei Kinder.

## Forschungsinteressen
Salzman führte seine Forschungen besonders unter Nomaden aus.
Er beobachtete die Lebensweise der Nomaden in Belutschistan im Iran, in Rajasthan in Indien und in Sardinien in Italien.
Dabei untersuchte er die Ähnlichkeiten und die Unterschiede ihrer Lebensweise.
Er versuchte die Gründe für die unterschiedliche Lebensweise zu verstehen.
Seiner Meinung nach sind Veränderungen Folge der inneren sozialen Organisation.
Salzman untersucht Gleichheit und Freiheit im Licht der vielen philosophischen Betrachtungen darüber.
Er versucht das Verständnis dieser Themen in Beziehung zu setzen mit den verschiedenen ethnischen Gesellschaften und Kulturen.
In seinen neueren Arbeiten warnt Salzman eindringlich vor allen Formen des Sozialismus und dem damit verbundenen Verlust von Freiheit und Wohlstand.

## Aktivitäten, Mitgliedschaften, Engagement, Preise
Salzman gründete die Commission on Nomadic Peoples bei der International Union of Anthropological and Ethnological Sciences.
Für das ebenfalls von ihm gegründete Journal Nomadic Peoples erhielt er den IUAES Gold Award.
Er war Senior Fellow an der University of St Andrews.
Er arbeitete als Stipendiat der Open Society Foundations an der American University of Central Asia im Rahmen des Erasmus-Mundus-Programms
Er war International Fellow an der University of Catania und Gastprofessor an der Universität Sydney.
Seit 2016 ist Salzman Präsident der Scholars for Peace in the Middle East (SPME).

## Kontroversen
In den Jahren 2017 bis 2021 entfalteten sich Kontroversen zwischen Salzman und Studentenkreisen der McGill-Universität.
Aus diesen Kreisen wurde ihm Islamfeindlichkeit, Diskriminierung von Minderheiten und Rassismus vorgeworfen.
Er schrieb mehrere kritische Artikel zu Entwicklungen wie Cancel Culture, „Ideologisierung der Studentenschaft“, Inklusion, Postkolonialismus, Feminismus, Woke, Identitätspolitik, systemischer Rassismus und Ähnlichem.
Seine kritische Haltung brachte ihm heftigen Widerspruch ein.
Die Angriffe gegen Salzman gingen soweit, dass von der McGill-Universität gefordert wurde, Salzman den Titel eines „Professor Emeritus“ abzuerkennen. Weiter forderten sie, dass die Universität ihre Erklärung zur akademischen Freiheit unter Einbeziehung der Studentenschaft überarbeiten solle.
Salzman entgegnete, dass dies Teil einer „Woke Revolution“ sei, welche darauf abziehle, liberale amerikanische Institutionen zu „zerstören“ und sie durch eine „marxistisch inspirierte Kultur“ mit Klassenkampf, Sozialismus und Totalitarismus zu ersetzen.
Salzman erhielt Unterstützung von der Universitätsleitung der McGill-Universität, von der National Association of Scholars (NAS) und von Kollegen, die eine Petition zu seiner Unterstützung unterzeichneten.

## Veröffentlichungen

### Bücher
- Universities Today, BookBaby, 2020, ebook
- Feminism and Injustice, BookBaby, 2019, ebook
- Classic Comparative Anthropology: Studies from the Tradition, Waveland Pr Inc, 2011, ISBN 978-1-57766-710-0
- Thinking Anthropologically: A Practical Guide for Students, Pearson Education, 2010, ISBN 978-0-205-79271-9
- Thinking Anthropologically: Myanthrolab, Pearson, 2010, ISBN 978-0-205-09343-4
- Pastoralists: Equality, Hierarchy, And The State, Westview Press; Wyd Krajowe ed. Edition, 2008, ISBN 978-0-8133-3814-9
- Culture and Conflict in the Middle East, Humanity Books; Illustrated Edition, 2007, ISBN 978-1-59102-587-0
- Understanding Culture: An Introduction to Anthropological Theory, Waveland Pr Inc, 2001, ISBN 978-1-57766-179-5
- Black Tents of Baluchistan, Smithsonian Books, 2000, ISBN 978-1-56098-810-6
- Anthropology of Real Life: Events in Human Experience, Waveland Pr Inc, 1998, ISBN 978-1-57766-042-2
- The anthropology of tribal and peasant pastoral societies, Ibis, 1996, ISBN 978-88-7164-053-2
- Kin and Contract in Baluchi Herding Camps, 1992
- When Nomads Settle,  Praeger Publishers Inc, 1980, ISBN 978-0-275-90543-9

### Artikel
- 2010: Fieldwork, S. Collecting Information, in THINKING ANTHROPOLOGICALLY, A PRACTICAL GUIDE FOR STUDENTS 3rd Edition, P. C. Salzman & P. Rice, eds. Upper Saddle River, S. Prentice-Hall.
- 2009: Persians and Others, S. Iran’s Minority Politics, Middle East Strategy at Harvard
- 2008: Politics and Change among the Baluch in Iran, Middle East Strategy at Harvard, Paper No. 2
- 2007: The Middle East’s Tribal DNA, MIDDLE EAST QUARTERLY 15(1), S. 23–33.
- 2007: Reflections on Postcolonial Theory and the Arab-Israel Conflict, Scholars for Peace in the Middle East website, SPME FACULTY FORUM, 4 December.
- 2007: Making Ideas Researchable, P.C. Salzman & P. Rice, in THINKING ANTHROPOLOGICALLY, S. A PRACTICAL GUIDE FOR STUDENTS, Second Edition, edited with Pat Rice. Upper Saddle River, S. Prentice-Hall. 121
- 2006: Sardinia, ENCYCLOPEDIA OF ANTHROPOLOGY, James Birx, ed. Sage. S. 2053–2054.
- 2006: Lineage Systems, ENCYCLOPEDIA OF ANTHROPOLOGY, James Birx, ed. Sage. S. 1478–1479.
- 2006: Anthropology, Characteristics of, ENCYCLOPEDIA OF ANTHROPOLOGY, James Birx, ed. Sage. S. 142–144.
- 2006: Baluchistan, ENCYCLOPEDIA OF ANTHROPOLOGY, James Birx, ed. Sage. S. 331–332.
- 2006: Karl Popper, ENCYCLOPEDIA OF ANTHROPOLOGY, James Birx, ed. Sage. S. 1899–1900.
- 2006: Post-colonialism, ENCYCLOPEDIA OF ANTHROPOLOGY, James Birx, ed. Sage. S. 1910–1912.
- 2005: The Iron Law of Politics, POLITICS AND THE LIFE SCIENCES 23(2): S. 20–49
- 2003: Introduction (with Pat Rice), in: THINKING ANTHROPOLOGICALLY, Salzman and Rice, eds. Prentice Hall.
- 2003: What Anthropologists Are Looking For, S. Patterns, in THINKING ANTHROPOLOGICALLY, Salzman and Rice, eds., Prentice Hall (2003).
- 2003: Thinking Theoretically, in: THINKING ANTHROPOLOGICALLY, Salzman and Rice, eds., Prentice Hall (2003).
- 2002: On Reflexivity, AMERICAN ANTHROPOLOGIST 104(3): S. 805–813.
- 2002: Pastoral Nomads, S. Some General Observations Based on Research in Iran, JOURNAL OF ANTHROPOLOGICAL RESEARCH 58(2):245–264.
- 2002: Highland Sardinians and their Environment, in CONSERVATION AND INDIGENOUS MOBILE PEOPLES, S. DISPLACEMENT, FORCED SETTLEMENT AND SUSTAINABLE DEVELOPMENT, D. Chatty, editor. Oxford, S. Berghahn.
- 2002: What is an Ethnography? ANTHROPOLOGY NEWS 43(4): S. 49.
- 2001: Ethnography, Humanity, and Imagination, S. Seeing Culture and Society through the Eyes of an Individual, in: STRATEGIES IN TEACHING ANTHROPOLOGY (Second Edition), David McCurdy and Patricia Rice, editors. Upper Saddle River, NJ, S. Prentice-Hall.
- 2001: Toward a Balanced Approach to the Study of Equality, CURRENT ANTHROPOLOGY 42(2), S. 281–284.
- 2000: Hierarchical Image and Reality, S. The Construction of a Tribal Chiefship, COMPARATIVE STUDIES IN SOCIETY AND HISTORY 42 (1): S. 49–66.
- 1999: Is Inequality Universal?, CURRENT ANTHROPOLOGY 40 (1), S. 31–61.
- 1999: Mobilia e nomadismo, LA RICERCA FOLKLORICA 40:37–46, special issue on SOCIETÀ PASTORALI D’AFRICA E D’ASIA, edited by Maria Arioti and Barbara Casciarri.